# گمینا تراوا ووووسکا
گمینا تراوا ووووسکا (به لهستانی:  Gmina Tyrawa Wołoska) یک گمینا در لهستان است که در شهرستان سانوک واقع شده‌است. گمینا تراوا ووووسکا ۶۸٫۶ کیلومتر مربع مساحت و ۱٬۹۳۹ نفر جمعیت دارد.